# Finke Gorge National Park
Finke Gorge National Park är en nationalpark i Australien.   Den ligger i delstaten Northern Territory, i den centrala delen av landet, 2 000 km nordväst om huvudstaden Canberra. Finke Gorge National Park ligger 644 meter över havet.
Omgivningarna runt Finke Gorge National Park är i huvudsak ett öppet busklandskap.